# Centro de Adiestramientos en Desactivación de Explosivos y Defensa Nuclear, Radiológico, Biológico y Químico
El Centro de Adiestramientos en Desactivación de Explosivos y Defensa Nuclear, Radiológico, Biológico y Químico (CADEX-N.R.B.Q.) de la Guardia Civil, es el centro de enseñanza militar de este instituto armado que tiene como finalidad formar a técnicos especialistas en desactivación de explosivos y defensa nuclear, radiológica, biológica y química (N.R.B.Q.). En esta unidad también se instruyen alumnos procedentes de otros cuerpos de seguridad, tanto españoles como extranjeros. El CADEX-N.R.B.Q. fue creado en 1980 como Escuela de Técnicos Especialistas en Desactivación de Explosivos. En el año 2000, el Servicio de Desactivación de Explosivos de la Guardia Civil se hizo cargo de la defensa frente a ataques de naturaleza nuclear, biológica y química (N.B.Q.). Cuatro años más tarde amplió su actividad frente sustancias radiológicas (N.R.B.Q.), adoptando su centro de formación la denominación actual. Su sede se encuentra en las instalaciones del Colegio de Guardias Jóvenes «Duque de Ahumada», en la localidad madrileña de Valdemoro. 
El Centro de Adiestramientos tiene como objetivo preparar a los futuros técnicos de su especialidad para:
- Organizar, gestionar y ejecutar adecuadamente las tareas de detección, neutralización y/o desactivación de artefactos explosivos, incendiarios, radiactivos, biológicos y químicos.
- Conocer y analizar las diferentes técnicas de desactivación.
- Ejercer la dirección técnica y garantizar la operatividad del Sistema de Defensa N.R.B.Q. de la Guardia Civil.